# Čipnje
Čipnje so naselje v Občini Komen.